# Џеки Колинс
Жаклин Џил „Џеки“ Колинс (енгл. Jacqueline Jill „Jackie“ Collins; Лондон, 4. октобар 1937 — Беверли Хилс, 19. септембар 2015) била је британска књижевница, ауторка бестселера. Млађа је сестра америчке глумице Џоан Колинс. Њен први роман „Свет је пун ожењених мушкараца” објављен је 1968. године.